# National Football League 1981
La stagione NFL 1981 fu la 62ª stagione sportiva della National Football League, la massima lega professionistica statunitense di football americano. La finale del campionato, il Super Bowl XVI, si disputò il 24 gennaio 1982 al Pontiac Silverdome di Pontiac, in Michigan e si concluse con la vittoria dei San Francisco 49ers sui Cincinnati Bengals per 26 a 21. La stagione iniziò il 6 settembre 1981 e si concluse con il Pro Bowl 1982 che si tenne il 31 gennaio a Honolulu.

## Modifiche alle regole
- Venne vietato ai giocatori di usare sostanze adesive, scivolose o di qualsiasi tipo da applicare all'equipaggiamento di gioco. La regola, nota come "Regola Lester Hayes" o "Regola Fred Biletnikoff" venne adottata in seguito all'abitudine di entrambi questi giocatori di trattare i propri guanti con sostanze adesive per favorire la presa sulle ricezioni dei passaggi.
- Venne stabilito che un giocatore d'attacco che indossi un numero incompatibile con la posizione che assume in campo debba preventivamente informarne l'arbitro prima dell'inizio dell'azione.
- Venne stabilito che la sanzione per ricevitore ineleggibile che tocchi un passaggio in avanti fosse la perdita del down.
- Venne stabilito che la sanzione per uso illecito delle mani, delle braccia o del corpo (holding compreso) fosse ridotta da 15 a 10 iarde.
- Venne stabilito che la sanzione per intentional grounding fosse la perdita del down e dieci iarde o, nel caso il fallo venisse commesso da più di 10 iarde, il punto del fallo.

## Stagione regolare
La stagione regolare si svolse in 16 giornate, iniziò il 6 settembre e terminò il 21 dicembre 1981.

### Risultati della stagione regolare
- V = Vittorie, S = Sconfitte, P = Pareggi, PCT = Percentuale di vittorie, PF = Punti Fatti, PS = Punti Subiti
- La qualificazione ai play-off è indicata in verde (tra parentesi il seed)

| AFC East             |    |    |   |     |     |     |
| Squadra              | V  | S  | P | PCT | PF  | PS  |
| (2) Miami Dolphins   | 11 | 4  | 1 | 719 | 345 | 275 |
| (4) New York Jets    | 10 | 5  | 1 | 656 | 355 | 287 |
| (5) Buffalo Bills    | 10 | 6  | 0 | 625 | 311 | 276 |
| Baltimore Colts      | 2  | 14 | 0 | 125 | 259 | 533 |
| New England Patriots | 2  | 14 | 0 | 125 | 322 | 370 |

| NFC East                |    |   |   |     |     |     |
| Squadra                 | V  | S | P | PCT | PF  | PS  |
| (2) Dallas Cowboys      | 12 | 4 | 0 | 750 | 367 | 277 |
| (4) Philadelphia Eagles | 10 | 6 | 0 | 625 | 368 | 221 |
| (5) New York Giants     | 9  | 7 | 0 | 563 | 295 | 257 |
| Washington Redskins     | 8  | 8 | 0 | 500 | 347 | 349 |
| Saint Louis Cardinals   | 7  | 9 | 0 | 438 | 315 | 408 |

| AFC Central            |    |    |   |     |     |     |
| Squadra                | V  | S  | P | PCT | PF  | PS  |
| (1) Cincinnati Bengals | 12 | 4  | 0 | 750 | 421 | 304 |
| Pittsburgh Steelers    | 8  | 8  | 0 | 500 | 356 | 297 |
| Houston Oilers         | 7  | 9  | 0 | 438 | 281 | 355 |
| Cleveland Browns       | 5  | 11 | 0 | 313 | 276 | 375 |

| NFC Central              |   |    |   |     |     |     |
| Squadra                  | V | S  | P | PCT | PF  | PS  |
| (3) Tampa Bay Buccaneers | 9 | 7  | 0 | 563 | 315 | 268 |
| Detroit Lions            | 8 | 8  | 0 | 500 | 397 | 322 |
| Green Bay Packers        | 8 | 8  | 0 | 500 | 324 | 361 |
| Minnesota Vikings        | 7 | 9  | 0 | 438 | 325 | 369 |
| Chicago Bears            | 6 | 10 | 0 | 375 | 253 | 324 |

| AFC West               |    |    |     |     |     |     |
| Squadra                | V  | S  | P   | PCT | PF  | PS  |
| (3) San Diego Chargers | 10 | 6  | 0   | 625 | 478 | 390 |
| Denver Broncos         | 10 | 6  | 0   | 625 | 321 | 289 |
| Kansas City Chiefs     | 9  | 7  | 0   | 563 | 343 | 290 |
| Oakland Raiders        | 7  | 9  | 0   | 438 | 273 | 343 |
| Seattle Seahawks       | 6  | 10 | 322 | 494 | 388 | 0   |

| NFC West                |    |    |   |     |     |     |
| Squadra                 | V  | S  | P | PCT | PF  | PS  |
| (1) San Francisco 49ers | 13 | 3  | 0 | 813 | 357 | 250 |
| Atlanta Falcons         | 7  | 9  | 0 | 438 | 426 | 355 |
| Los Angeles Rams        | 6  | 10 | 0 | 375 | 303 | 351 |
| New Orleans Saints      | 4  | 12 | 0 | 250 | 207 | 378 |

## Play-off
I play-off iniziarono con i Wild Card Game il 27 dicembre 1981. I Divisional Playoff si giocarono il 2 e 3 gennaio 1982 e i Conference Championship Game il 10 gennaio. Il Super Bowl XVI si disputò il 24 gennaio al Pontiac Silverdome di Pontiac.

### Seeding
| Seed | American Football Conference               | National Football Conference                 |
| ---- | ------------------------------------------ | -------------------------------------------- |
| 1    | Cincinnati Bengals (vincitori AFC Central) | San Francisco 49ers (vincitori NFC West)     |
| 2    | Miami Dolphins (vincitori AFC East)        | Dallas Cowboys (vincitori NFC East)          |
| 3    | San Diego Chargers (vincitori AFC West)    | Tampa Bay Buccaneers (vincitori NFC Central) |
| 4    | New York Jets                              | Philadelphia Eagles                          |
| 5    | Buffalo Bills                              | New York Giants                              |

### Incontri
| Wild Card Game | Wild Card Game                 | Wild Card Game | Wild Card Game |                                |                                | Divisional Play-off            | Divisional Play-off | Divisional Play-off |                                 |                                 | Conference Championship         | Conference Championship | Conference Championship |  |  | Super Bowl XVI | Super Bowl XVI | Super Bowl XVI | Super Bowl XVI | Super Bowl XVI |
|                |                                |                |                |                                |                                |                                |                     |                     |                                 |                                 |                                 |                         |                         |  |  |                |                |                |                |                |
|                |                                |                |                |                                |                                |                                |                     |                     |                                 |                                 |                                 |                         |                         |  |  |                |                |                |                |                |
|                |                                |                |                |                                |                                | 2 gennaio - Texas Stadium      |                     |                     |                                 |                                 |                                 |                         |                         |  |  |                |                |                |                |                |
|                |                                |                |                |                                |                                |                                |                     |                     |                                 |                                 |                                 |                         |                         |  |  |                |                |                |                |                |
|                | 3                              | Tampa Bay      | 0              |                                |                                |                                |                     |                     |                                 |                                 |                                 |                         |                         |  |  |                |                |                |                |                |
|                | 3                              | Tampa Bay      | 0              | 27 dicembre - Veterans Stadium | 27 dicembre - Veterans Stadium | 27 dicembre - Veterans Stadium |                     |                     | 10 gennaio - Candlestick Park   | 10 gennaio - Candlestick Park   | 10 gennaio - Candlestick Park   |                         |                         |  |  |                |                |                |                |                |
|                | 2                              | Dallas         | 38             | 27 dicembre - Veterans Stadium | 27 dicembre - Veterans Stadium | 27 dicembre - Veterans Stadium |                     |                     | 10 gennaio - Candlestick Park   | 10 gennaio - Candlestick Park   | 10 gennaio - Candlestick Park   |                         |                         |  |  |                |                |                |                |                |
|                | 2                              | Dallas         | 38             | 5                              | N.Y. Giants                    | 27                             | 2                   | Dallas              | 27                              |                                 |                                 |                         |                         |  |  |                |                |                |                |                |
|                | 3 gennaio - Candlestick Park   |                |                | 5                              | N.Y. Giants                    | 27                             | 2                   | Dallas              | 27                              |                                 |                                 |                         |                         |  |  |                |                |                |                |                |
|                | 4                              | Philadelphia   | 21             |                                |                                | 1                              | San Francisco       | 28                  |                                 |                                 |                                 |                         |                         |  |  |                |                |                |                |                |
|                | 4                              | Philadelphia   | 21             | 5                              | N.Y. Giants                    | 1                              | San Francisco       | 28                  | 24                              |                                 |                                 |                         |                         |  |  |                |                |                |                |                |
|                |                                |                |                | 5                              | N.Y. Giants                    |                                |                     |                     | 24                              | 24 gennaio - Pontiac Silverdome |                                 |                         |                         |  |  |                |                |                |                |                |
|                | 1                              | San Francisco  | 38             |                                |                                |                                |                     |                     |                                 |                                 |                                 |                         |                         |  |  |                |                |                |                |                |
|                | 1                              | San Francisco  | 38             | N1                             | San Francisco                  | 26                             |                     |                     |                                 |                                 |                                 |                         |                         |  |  |                |                |                |                |                |
|                | 2 gennaio - Miami Orange Bowl  |                |                | N1                             | San Francisco                  | 26                             |                     |                     |                                 |                                 |                                 |                         |                         |  |  |                |                |                |                |                |
|                |                                |                |                |                                |                                |                                |                     | A1                  | Cincinnati                      | 21                              |                                 |                         |                         |  |  |                |                |                |                |                |
|                | 3                              | San Diego      | 41             |                                |                                |                                |                     | A1                  | Cincinnati                      | 21                              |                                 |                         |                         |  |  |                |                |                |                |                |
|                | 3                              | San Diego      | 41             | 27 dicembre - Shea Stadium     | 27 dicembre - Shea Stadium     | 27 dicembre - Shea Stadium     |                     |                     | 10 gennaio - Riverfront Stadium | 10 gennaio - Riverfront Stadium | 10 gennaio - Riverfront Stadium |                         |                         |  |  |                |                |                |                |                |
|                | 2                              | Miami          | 38             | 27 dicembre - Shea Stadium     | 27 dicembre - Shea Stadium     | 27 dicembre - Shea Stadium     |                     |                     | 10 gennaio - Riverfront Stadium | 10 gennaio - Riverfront Stadium | 10 gennaio - Riverfront Stadium |                         |                         |  |  |                |                |                |                |                |
|                | 2                              | Miami          | 38             | 5                              | Buffalo                        | 31                             | 3                   | San Diego           | 7                               |                                 |                                 |                         |                         |  |  |                |                |                |                |                |
|                | 3 gennaio - Riverfront Stadium |                |                | 5                              | Buffalo                        | 31                             | 3                   | San Diego           | 7                               |                                 |                                 |                         |                         |  |  |                |                |                |                |                |
|                | 4                              | N.Y. Jets      | 27             |                                |                                | 1                              | Cincinnati          | 27                  |                                 |                                 |                                 |                         |                         |  |  |                |                |                |                |                |
|                | 4                              | N.Y. Jets      | 27             | 5                              | Buffalo                        | 1                              | Cincinnati          | 27                  | 21                              |                                 |                                 |                         |                         |  |  |                |                |                |                |                |
|                |                                |                |                | 5                              | Buffalo                        |                                |                     |                     |                                 |                                 |                                 |                         |                         |  |  |                |                |                |                |                |
|                | 1                              | Cincinnati     | 28             |                                |                                |                                |                     |                     |                                 |                                 |                                 |                         |                         |  |  |                |                |                |                |                |
|                | 1                              | Cincinnati     | 28             |                                |                                |                                |                     |                     |                                 |                                 |                                 |                         |                         |  |  |                |                |                |                |                |

### Vincitore
| Vincitori del Super Bowl XVI San Francisco 49ers 1º titolo |

## Premi individuali
| MVP della NFL                 | Ken Anderson, Quarterback, Cincinnati    |
| Allenatore dell'anno          | Bill Walsh, San Francisco                |
| Giocatore offensivo dell'anno | Ken Anderson, Quarterback, Cincinnati    |
| Difensore dell'anno           | Lawrence Taylor, Linebacker, N.Y. Giants |
| Rookie difensivo dell'anno    | George Rogers, Running Back, New Orleans |
| Rookie difensivo dell'anno    | Lawrence Taylor, Linebacker, N.Y. Giants |